# Соодла
Со́одла (эст. Soodla) — деревня в волости Ания уезда Харьюмаа, Эстония. 

## География и описание
Расположена в 40 километрах к востоку от Таллина. Высота над уровнем моря — 57 метров. Водохранилище Соодла (в нескольких километрах восточнее, основано в 1975—1980 гг.) входит в таллинскую систему водоснабжения.

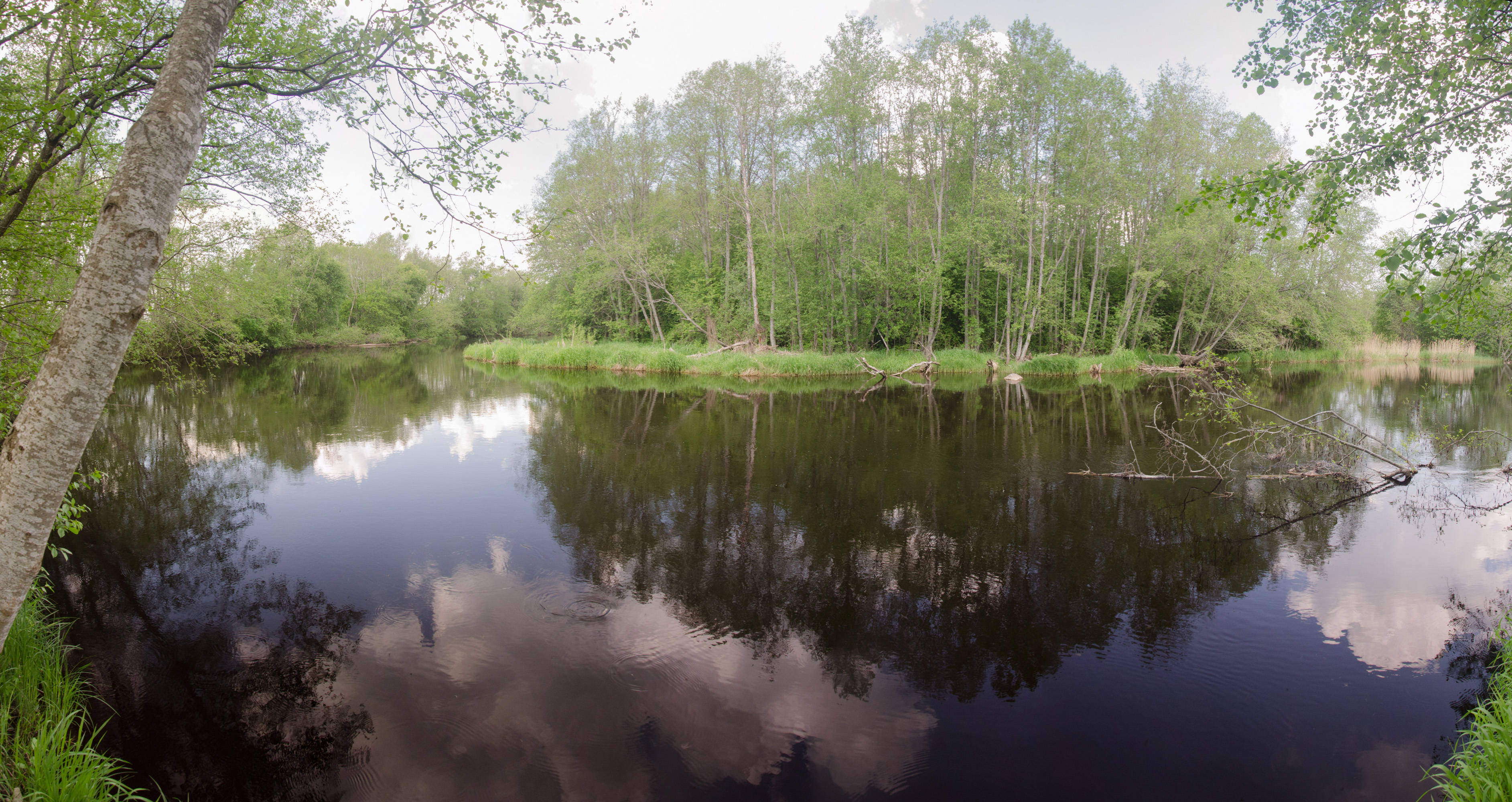
Полуостров Габриэль

На территории деревни река Соодла впадает в реку Ягала. В устье реки Соодла расположен полуостров Габриэль, который является природоохранной территорией.
Официальный язык — эстонский. Почтовый индекс — 74411.

## Население
По данным переписи населения 2021 года, в Соодла насчитывалось 77 жителей, из них 70 (92,1 %) — эстонцы.
Численность населения деревни Соодла по данным переписей населения:
| Год  | 1959 | 1970 | 1979 | 1989 | 2000 | 2011 | 2021 |
| ---- | ---- | ---- | ---- | ---- | ---- | ---- | ---- |
| Чел. | 42   | ↘ 33 | ↗ 88 | ↘ 70 | ↗ 74 | ↗ 87 | ↘ 77 |

## История
Деревня впервые упоминается в датской поземельной книге 1241 года под названием Sotal. В источниках 1373 года упоминается Sotele, 1522 года — Sodenkul, 1586 года — Sodell, 1637 года — Soddell.
В начале XV века деревня относилась к мызе Анния. В XIX веке деревня была преобразована в мызу, в первой половине XX века восстановлена и упоминается как село Содла и деревня Содля. В 1977 году с Соодла была объединена деревня Пирга (эст. Pirga, впервые упоминается в 1798 году).

## Комментарии
1. ↑  Эстонские топонимы, оканчивающиеся на -а, не склоняются и не имеют женского рода (исключение — Нарва)[9].